# MMBO
MMBO est une abréviation anglaise « Millions Barrels of Oil » signifiant des millions de barils de pétrole.

## Équivalence
Sachant qu'un baril de pétrole brut vaut 159 litres (précisément 158,987294928),, le MMBO vaut environ 159 millions de litres de pétrole brut.